# 卿文瑞
卿文瑞（1499年—？），字孺賢，湖廣荊州府公安縣人，匠籍，明朝政治人物。

## 生平
嘉靖十年（1531年）辛卯科湖廣鄉試第四十二名舉人。嘉靖十七年（1538年）中式戊戌科會試第二百四名，登進士第二甲第六十名。

## 家族
曾祖卿綸；祖父卿璽，壽官；父卿誠，母張氏。具庆下。弟文元。